# 科南
科南（法語：Conan，法語發音：[kɔnɑ̃]）是法国卢瓦-谢尔省的一个市镇，属于布卢瓦区。

## 地理
科南（47°44'55"N, 1°17'11"E）面积15.3 平方千米，位于法国中央-卢瓦尔河谷大区卢瓦-谢尔省，该省份为法国中北部省份，北起厄尔-卢瓦省，东北接卢瓦雷省，东南接谢尔省，南至安德尔省，西南接安德尔-卢瓦尔省，西北接萨尔特省。
与科南接壤的市镇（或旧市镇、城区）包括：阿韦尔东、布瓦索、博斯地区尚皮尼、马沃、罗东。

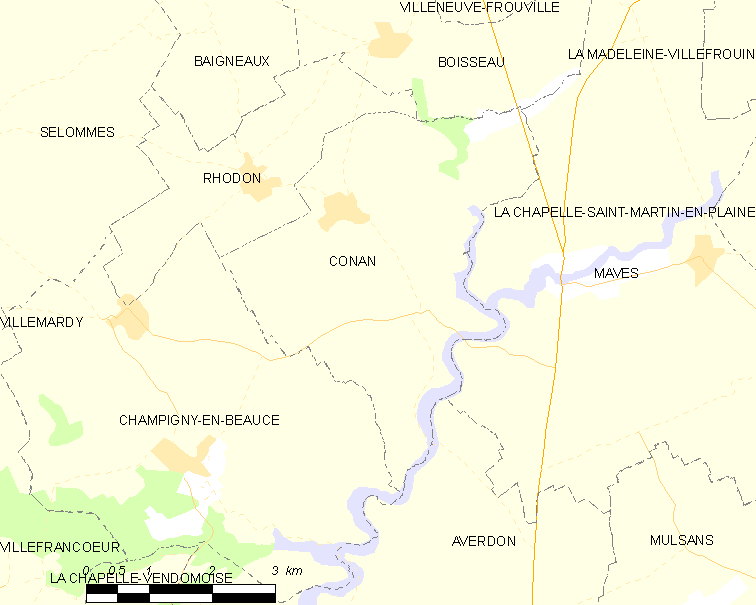
科南的OSM定位图

科南的时区为UTC+01:00、UTC+02:00（夏令时）。

## 行政
科南的邮政编码为41290，INSEE市镇编码为41057。

## 政治
科南所属的省级选区为拉博斯县。

## 人口

1962-2008年间科南人口变化图示

科南于2022年1月1日时的人口数量为161人。